# Волошино (МАПП)
Волошино — многосторонний автомобильный пункт пропуска на российско-украинской границе. Находится в Ростовской области на территории Волошинского сельского поселения Миллеровского района на 38 км автодороги Р272 Миллерово — Луганск, юго-восточнее слободы Волошино. МАПП «Волошино» входит в сферу деятельности Миллеровской таможни Южного таможенного управления ФТС РФ.
Со стороны Украины КПП «Красная Таловка» (укр. Красна Талівка), расположенное на территории села Красная Таловка Станично-Луганского района Луганской области.

## История
1 октября 1992 года на российско-украинской границе в районе села Волошино был открыт таможенный пост «Волошинский». Начало производиться таможенное оформление товаров, проведение таможенных операций в отношении граждан.
Пункт пропуска образован после подписания в Киеве 8 февраля 1995 года соглашения между правительством Российской Федерации и правительством Украины о пунктах пропуска через государственную границу между Российской Федерацией и Украиной.
После разгоревшегося весной 2014 года конфликта на Юго-Востоке Украины и последовавших боевых действий в Луганской области пункт пропуска «Красная Таловка» работал нестабильно. Он был временно закрыт в августе 2014 и в феврале 2015 года. Соответственно прекращал работу и МАПП «Волошино». Летом 2015 активные боевые действия происходили в соседней Станице Луганской.
На сентябрь 2017 года пропуск лиц, грузов и транспортных средств через таможенный пост МАПП Волошино не осуществлялся.